# 繡州
繡州（しゅうしゅう）は、中国にかつて存在した州。唐代から北宋初年にかけて、現在の広西チワン族自治区貴港市南東部に設置された。

## 概要
621年（武徳4年）、唐により隋の鬱林郡阿林県に林州が置かれた。林州は常林・阿林・皇化・帰誠・羅繡・盧越などの県を管轄した。623年（武徳6年）、林州は繡州と改称された。742年（天宝元年）、繡州は常林郡と改称された。758年（乾元元年）、常林郡は繡州の称にもどされた。繡州は嶺南道の桂管十五州に属し、常林・阿林・羅繡の3県を管轄した。
972年（開宝5年）、北宋により繡州は廃止された。常林・阿林・羅繡・欣道・渭竜の5県が廃止され、容州の普寧県に編入された。